# Tichon (Szarapow)
Tichon, imię świeckie Konstantin Iwanowicz Szarapow (ur. 7 kwietnia?/19 kwietnia 1886 w Tule, zm. 10 listopada 1937) – rosyjski biskup prawosławny.

## Życiorys
W 1900 złożył śluby zakonne w Ławrze Poczajowskiej. Jako członek tamtejszej wspólnoty monastycznej uczestniczył w redagowaniu drukowanego w Ławrze pisma Русский Инок (Mnich rosyjski). W 1915 opuścił klasztor, gdy powierzono mu funkcję kapelana wojskowego, którą pełnił do 1925. W 1921 udał się do Żyrowic, gdzie został przełożonym monasteru Zaśnięcia Matki Bożej. Z powodu antypolskiej postawy został zatrzymany i deportowany do Niemiec, skąd w 1925 przedostał się z powrotem do Rosji. 9 marca tego samego roku miała miejsce jego chirotonia na biskupa homelskiego.
Patriarcha Tichon polecił mu również koordynować działania duchownych przeciwnych autokefalizacji Kościoła prawosławnego w Polsce. Jednak już w listopadzie tego samego roku biskup Tichon został aresztowany przez władze radzieckie i skazany na trzyletnie zesłanie do Kazachstanu. 17 marca 1934 otrzymał godność biskupa czerepowieckiego, jednak nigdy nie udał się do tego miasta, pozostając w Samarkandzie. 17 lipca 1936 przeniesiony na katedrę ałmacką, dotarł do tego miasta w styczniu roku następnego. Już 3 października tego samego roku został oskarżony o szpiegostwo i zdradę ZSRR, po czym skazany na śmierć. Wyrok przez rozstrzelanie wykonano, według różnych świadectw, tego samego dnia lub w tydzień później.